# Phrurolithus minimus
Phrurolithus minimus – gatunek pająka z rodziny Phrurolithidae.

## Taksonomia
Gatunek ten opisany został w 1839 roku przez Carla Ludwiga Kocha.

## Morfologia
Samce osiągają od 2,1 do 2,8 mm, a samice od 2,4 do 3,3 mm długości ciała. Karapaks zmierzony u trzech samców miał od 1,24 do 1,25 mm długości oraz od 1,01 do 1,02 mm szerokości, zaś u 5 samic od 1,13 do 1,2 mm długości i od 0,88 do 0,98 mm szerokości. Ubarwienie karapaksu może być od żółtawobrązowego lub pomarańczowego po ciemnobrązowe z prawie czarną okolicą oczu i słabo zaznaczonymi, ciemniejszymi liniami. Szczękoczułki są rudobrązowe. Sternum ma kolor rudobrązowy z ciemniejszymi brzegami. Odnóża są żółtawobrązowe z ciemniejszymi udami pierwszej pary. Na udach dwóch początkowych par odnóży obecne jest czarne obrączkowanie. Opistosoma (odwłok) ma spód ciemnoszarawy, zaś wierzch pomarańczowy, ciemnobrązowy lub ciemnoszarawy z niewyraźnymi, białymi plamkami w częściach przednio-bocznych, śladowymi, jasnymi i wąskimi szewronami z tyłu oraz kępką białych włosków na szczycie.
Nogogłaszczki samca mają dużą apofizę retrolateralną o szerokiej nasadzie i silnie zakrzywionym wokół wystającego tegulum oraz spiczasto zakończonym wierzchołku. Szeroką apofizę tegularną cechuje duża nasada. Ponadto bulbus cechują gruby embolus z zakrzywionym wierzchołkiem i szypułkowaty konduktor o ściętym szczycie. Płytka płciowa samicy ma dwa otwory kopulacyjne położone na bokach tylnego przedsionka. Przewody kopulacyjne są wąskie, a pomiędzy parą małych i nerkowatych spermatek pierwotnych a otworami kopulacyjnymi mają jeszcze parę większych i wydłużonych wtórnych zbiorników nasiennych.

## Występowanie
Pająk znany z Portugalii, Hiszpanii, Wielkiej Brytanii, Francji, Belgii, Holandii, Niemiec, Szwajcarii, Liechtensteinu, Austrii, Włoch, Słowenii, Chorwacji, Danii, Szwecji, Norwegii, Estonii, Litwy, Polski, Czech, Słowacji, Węgier, Ukrainy, Rumunii, Serbii, Macedonii Północnej i Rosji.
Zamieszkuje suche łąki, wrzosowiska, stepy, świetliste lasy i kamieniste stoki. Bytuje pod kamieniami i w ściółce. Dojrzałe osobniki są aktywne od kwietnia do listopada.